# Красавин, Игорь Николаевич
И́горь Никола́евич Краса́вин (род. 3 мая 1930) — советский, российский дипломат. Чрезвычайный и полномочный посол (1990).

## Биография
Окончил Московский государственный институт международных отношений (МГИМО) МИД СССР. На дипломатической работе с 1953 года.
- В 1953—1957 годах — сотрудник посольства СССР в Финляндии.
- В 1957—1965 годах — сотрудник отдела скандинавских стран МИД СССР.
- В 1965—1972 годах — первый секретарь посольства СССР в Финляндии.
- В 1972—1975 годах — заведующий сектором отдела скандинавских стран МИД СССР.
- В 1975—1980 годах — советник, советник-посланник посольства СССР в Финляндии.
- В 1980—1986 годах — заместитель заведующего отделом скандинавских стран, затем Вторым европейским отделом МИД СССР.
- С 24 ноября 1986 по 2 марта 1992 года — чрезвычайный и полномочный посол СССР, затем (с 1991) Российской Федерации в Исландии[1][2].

С 1992 года — на пенсии.

## Дипломатический ранг
- Чрезвычайный и полномочный посол (24 апреля 1990)[3].